# Maartje Goderie

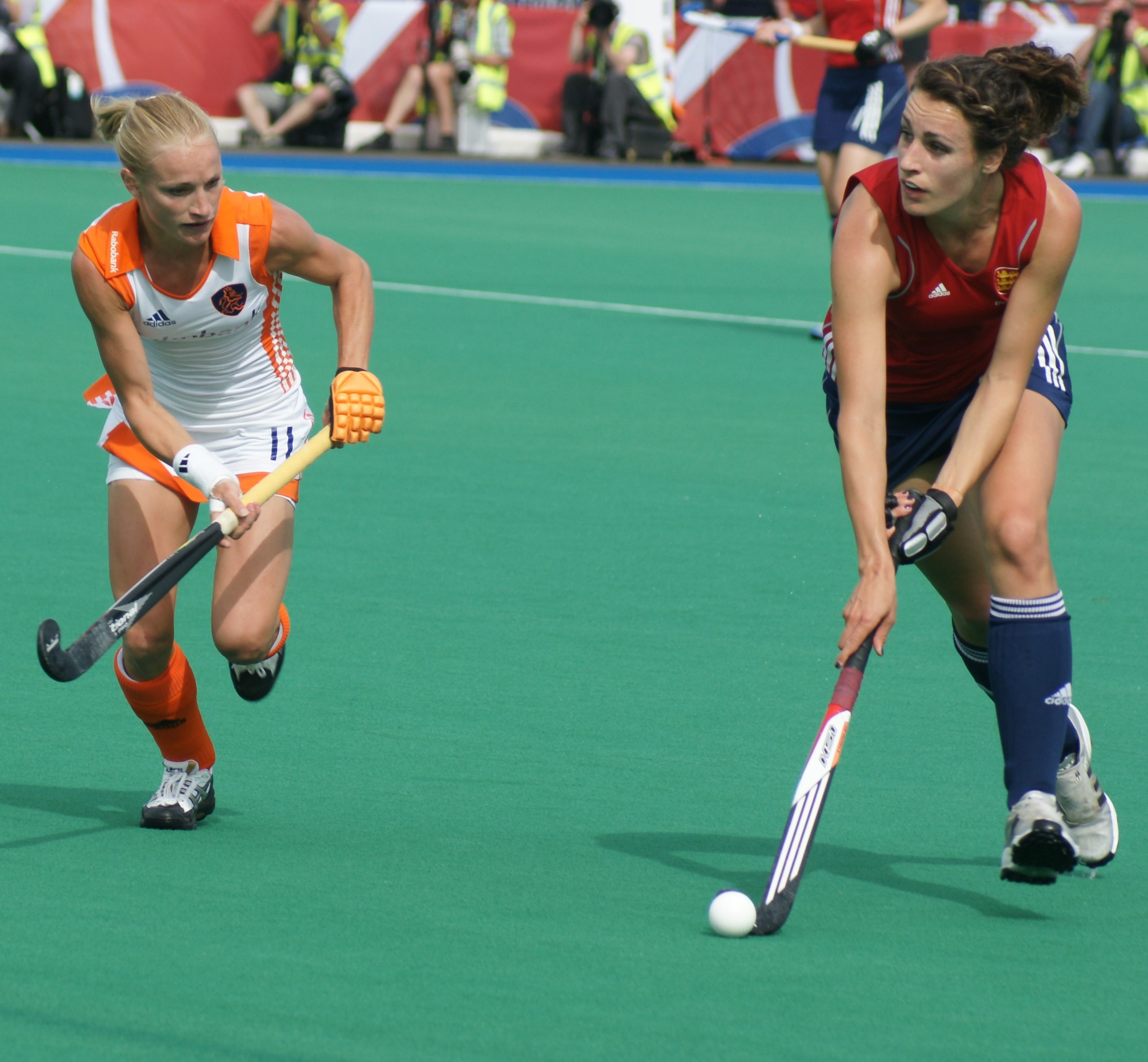
Maartje Goderie 2009 (links)

Maartje Goderie (* 5. April 1984 in ’s-Hertogenbosch) ist eine ehemalige niederländische Hockeyspielerin. Sie war Olympiasiegerin 2008 und 2012, Weltmeisterin 2006 sowie Europameisterin 2005 und 2009.

## Leben
Maartje Goderie debütierte 2003 in der Nationalmannschaft. Die Mittelfeldspielerin bestritt bis 2012 125 Länderspiele.
Goderies erstes großes Turnier war die Hallenhockey-Weltmeisterschaft 2003 in Leipzig, bei der die Niederländerinnen den zweiten Platz hinter der deutschen Mannschaft belegten. Im Freien rückte Goderie erst nach den Olympischen Spielen 2004 in die erste Mannschaft auf. 2005 spielte sie bei der Europameisterschaft 2005 in Dublin, bei der die Niederländerinnen den Titel mit einem 2:1-Finalsieg über die deutsche Mannschaft gewannen. 2006 fand in Madrid die Weltmeisterschaft statt. Die Niederländerinnen bezwangen im Halbfinale die Argentinierinnen mit 3:1, im Finale besiegten sie das australische Team ebenfalls mit 3:1. Bei den Olympischen Spielen 2008 in Peking gewannen die Niederländerinnen in der Vorrunde alle fünf Partien. Nach einem 5:2-Halbfinalsieg über die argentinische Mannschaft bezwangen sie im Finale die Chinesinnen mit 2:0. Maartje Goderie erzielte im Finale mit einem Feldtor den zweiten Treffer für die Niederländerinnen.
2009 waren die Niederlande Gastgeberland der Europameisterschaft in Amstelveen. Im Finale trafen die Niederländerinnen wieder auf die deutsche Mannschaft und gewannen 3:2. Im Jahr darauf fand die Weltmeisterschaft 2010 in Rosario statt. Die Niederländerinnen gewannen ihre Vorrundengruppe vor der deutschen Mannschaft und bezwang im Halbfinale das englische Team nach Siebenmeterschießen. Im Finale unterlagen die Niederländerinnen den Argentinierinnen mit 1:3. Zwei Jahre später bei den Olympischen Spielen 2012 in London siegten die Niederländerinnen in ihrer Vorrundengruppe vor den Britinnen. Nach einem Halbfinalsieg im Shootout nach Verlängerung gegen die neuseeländische Mannschaft bezwangen die Niederländerinnen im Finale die Argentinierinnen mit 2:0.
2013 schloss Maartje Gouderie ihr Studium der Entwicklungspsychologie ab. 2016 zog sie mit ihrem Freund, einem australischen Hockeyspieler, in dessen Heimat.